# Carlos Canal (ciclista)
Carlos Canal Blanco (Xinzo de Limia, provincia de Orense, 28 de junio de 2001) es un ciclista español que compite con el equipo Movistar Team.

## Biografía
En 2019 se proclamó campeón de España de ciclocrós y mountain bike cross-country, en la categoría júnior (sub-19). En octubre, el equipo continental profesional Burgos-BH anunció su fichaje para las dos próximas temporadas.
En 2021 debutó en su primera gran vuelta al entrar en el equipo que el Burgos-BH presentó para la Vuelta a España, consiguiendo completarla. Para 2022 pasó a formar parte del Euskaltel-Euskadi.

## Palmarés

### Ciclocrós
2017-2018
- Campeonato de España de Ciclocrós júnior

2018-2019
- Campeonato de España de Ciclocrós júnior

### Ruta
- Aún no ha conseguido victorias como profesional.

## Resultados

### Grandes Vueltas
| Carrera | Carrera         | 2020 | 2021  | 2022 | 2023 | 2024 |
| ------- | --------------- | ---- | ----- | ---- | ---- | ---- |
|         | Giro de Italia  | —    | —     | —    | —    | —    |
|         | Tour de Francia | —    | —     | —    | —    | —    |
|         | Vuelta a España | —    | 106.º | 84.º | —    | 70.º |

—: No participa

Ab.: Abandona

### Clásicas y Campeonatos
| Carrera             | Carrera             | 2020  | 2021 | 2022 | 2023 | 2024  | 2025 |
| ------------------- | ------------------- | ----- | ---- | ---- | ---- | ----- | ---- |
| Strade Bianche      | Strade Bianche      | —     | —    | —    | —    | 25.º  | 64.º |
|                     | Milán-San Remo      | —     | —    | —    | —    | 49.º  | 31.º |
| E3 Saxo Classic     | E3 Saxo Classic     | X     | —    | —    | —    | 90.º  | 28.º |
| Gante-Wevelgem      | Gante-Wevelgem      | —     | —    | —    | —    | —     | 20.º |
| A Través de Flandes | A Través de Flandes | X     | —    | —    | —    | 54.º  | —    |
|                     | Tour de Flandes     | —     | —    | —    | —    | 77.º  | 51.º |
| Amstel Gold Race    | Amstel Gold Race    | X     | —    | —    | —    | 105.º | —    |
| Flecha Valona       | Flecha Valona       | —     | —    | —    | —    | 38.º  | —    |
|                     | Lieja-Bastoña-Lieja | —     | —    | —    | —    | Ab.   | —    |
| París-Tours         | París-Tours         | 117.º | —    | —    | —    | —     |      |
| España en Ruta      | España en Ruta      | 54.º  | 27.º | 40.º | 31.º | 4.º   | 22.º |
| España Contrarreloj | España Contrarreloj | —     | 24.º | 10.º | 15.º | —     | —    |

—: No participa

Ab.: Abandona

## Equipos
- Burgos-BH (2020-2021)
- Euskaltel-Euskadi (2022-2023)
- Movistar Team (2024-)